# Dyspessa hethitica
Dyspessa hethitica is een vlinder uit de familie van de Houtboorders (Cossidae). De wetenschappelijke naam van deze soort is voor het eerst voorgesteld door Franz Daniel in een publicatie uit 1932.
De soort komt voor in Zuid-Turkije.